# Prodicynodon
Prodicynodon és un gènere extint de dicinodonts del Permià superior de Sud-àfrica. Se'n coneixen dues espècies: l'espècie tipus, P. pearstonensis, i P. beaufortensis, totes dues únicament a partir de l'holotip.
Els holotips de totes dues espècies són petits. Alguns científics han classificat Prodicynodon com a sinònim més antic de Chelydontops o com a Endothiodon joves. Tanmateix, en un resum publicat el 2014 en ocasió de l'assemblea general de la Society of Vertebrate Paleontology, Christian Kammerer i col·laboradors consideraren Prodicynodon un gènere vàlid molt proper als teroquelonis basant-se en la tomografia computada i resultats filogenètics no publicats, tot concordant amb King (1988) que els espècimens de Prodicynodon eren joves.